# Ступник
Сту́пник — село в Україні, в Уланівській сільській громаді Хмільницького району Вінницької області. Населення становить 404 особи.

## Географія
У селі річка Безіменна впадає у річку Руду, а на південно-східній стороні від села річка Гнилець впадає у річку Журавель.

## Історія
8 грудня 1919 року через Ступник під час Зимового походу проходив Кінний полк Чорних Запорожців Армії УНР.

## Населення

### Мова
Розподіл населення за рідною мовою за даними перепису 2001 року:
| Мова       | Відсоток |
| ---------- | -------- |
| українська | 100%     |

## Уродженці
Тут народилися:
- Брацюнь Степан Іванович (1963) — голова Конгресу Українських Націоналістів
- Конотопенко Олександр Петрович, український вчений, політолог.
- Надольний Іван Федотович, український вчений, філософ і соціолог;
- Петрук (Остапчук) Галина Дмитрівна, український вчений, хімік-технолог;
- Шинкарук Володимир Іванович (1943—1993) — актор, режисер, народний артист України.

Герої Соціалістичної праці: Киналь Надія, Реп'ях Тимко, Олексюк Лаврін, Ковальчук Ганна.